# Lin Fanghua
Lin Fanghua (chinês: 林芳华, Pinyin: Lín Fānghuá; Ningbo, 1959) é um matemático estadunidense nascido na China.
É atualmente professor do Instituto Courant de Ciências Matemáticas.

## Prêmios e honrarias
- 1989–1991 Sloan Fellowship
- 1989–1994 Presidential Young Investigator Award
- 1990 palestrante convidado do Congresso Internacional de Matemáticos
- 1999 Ordway Chair Visiting Professor, University of Minnesota
- 2002 Prêmio Memorial Bôcher da American Mathematical Society
- 2004 Prêmio Shiing-Shen Chern
- 2004 fellow da Academia de Artes e Ciências dos Estados Unidos[2]